# Molophilus coramba
Molophilus coramba là một loài ruồi trong họ Limoniidae. Chúng phân bố ở miền Australasia.